# Серков, Андрей Игнатьевич
Андрей Игнатьевич Серко́в (15 августа 1919 года, село Зилаир — 2 января 1944 года) — командир телефонного взвода роты связи 78-го стрелкового полка (74-я стрелковая дивизия, 40-я армия, 1-й Украинский фронт), младший лейтенант, Герой Советского Союза.

## Биография
Серков Андрей Игнатьевич родился 15 августа 1919 года в селе Зилаир Башкирской АССР в семье крестьянина.
Русский. Член ВКП(б) с 1943 года. Окончил 5 классов и курсы киномехаников. Работал в кинотеатре.
В Красной Армии с 1939 года. На фронте в Великую Отечественную войну с июня 1942 года.
Младший лейтенант Серков отличился во время боёв 2 января 1944 года в районе деревни Глыбочка (Белоцерковский район Киевской области). Погиб в бою.
Похоронен в селе Фурсы Белоцерковского района. В селе Зилаир на здании кинотеатра установлена мемориальная доска, имя Героя носят улица и школа этого села, а также школа № 6 в города Белая Церковь.

## Подвиг
Командир телефонного взвода роты связи 78-го стрелкового полка (74-я стрелковая дивизия, 40-я армия, 1-й Украинский фронт) младший лейтенант Серков во время боёв 2 января 1944 года в районе деревни Глыбочка (Белоцерковский район Киевской области) под огнём противника восстановил нарушенную связь и принял участие в отражении вражеских контратак. Был тяжело ранен, но продолжал сражаться. Пополз к вражескому танку и связкой гранат подбил его. Серков погиб в этом бою.
Звание Героя Советского Союза присвоено 25 августа 1944 года посмертно.

## Награды
- Медаль «Золотая Звезда» Героя Советского Союза (25.08.1944)[2];
- орден Ленина (25.08.1944);
- орден Отечественной войны 2-й степени (23.10.1943)[4];
- медаль «За боевые заслуги» (17.02.1943)[5].